# Piotr Matywiecki

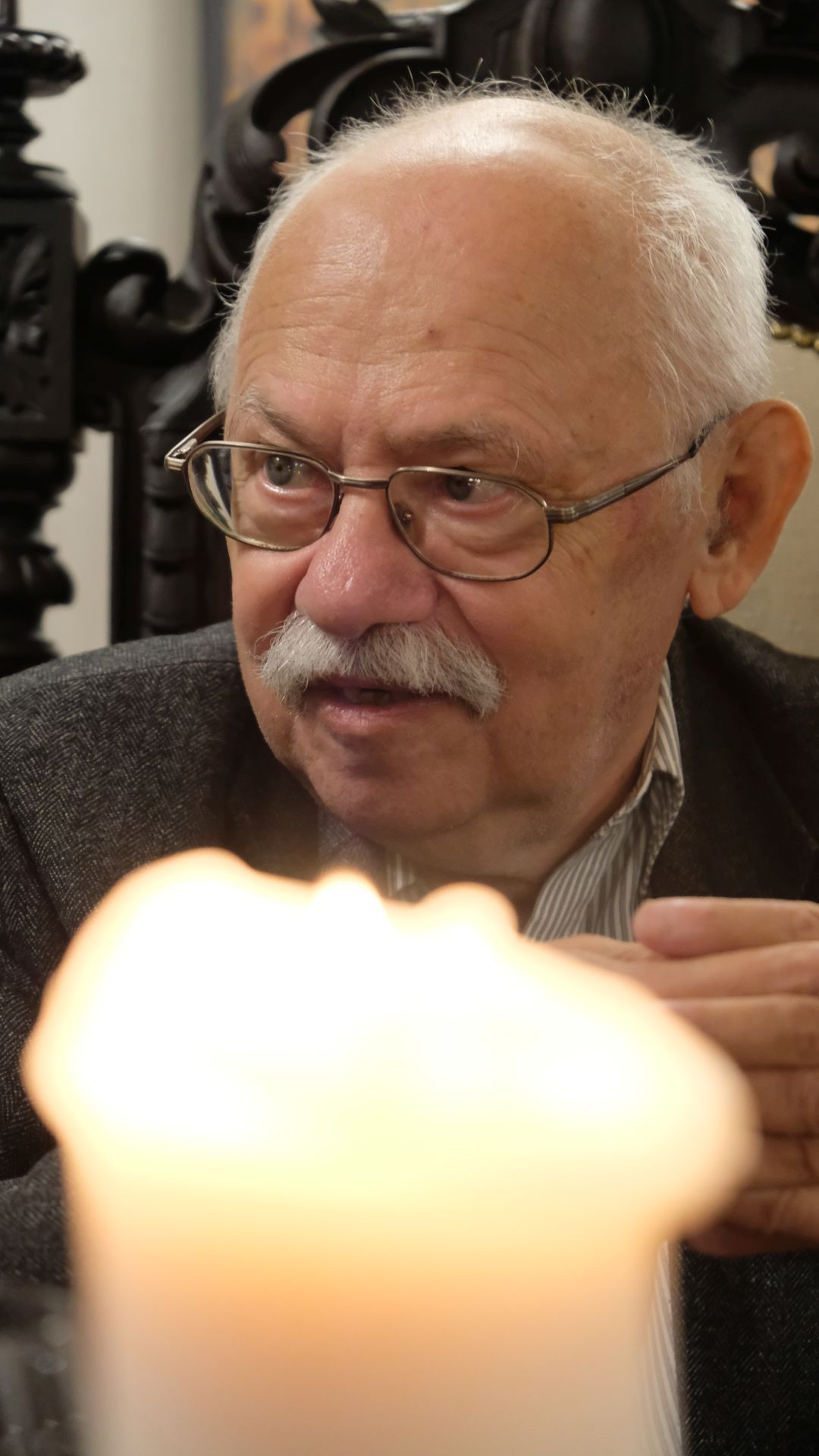
Piotr Matywiecki, 2022

Piotr Matywiecki (* 6. Juni 1943 in Warschau) ist ein polnischer Dichter, Literaturkritiker und Essayist.

## Leben
Matywiecki absolvierte das Abitur in Warschau und studierte von 1963 bis 1968 Polonistik an der Universität Warschau. Er beendete sein Studium jedoch nicht. Von 1968 bis 1987 arbeitete er in der Universitätsbibliothek Warschau. In den frühen 1980er Jahren engagierte er sich für die universitäre Solidarność. Von 1983 bis 1991 arbeitete er mit der Monatsschrift Powśiągliwość i Praca zusammen, daneben war er von 1986 bis 1989 Redakteur der literarischen Untergrundzeitschrift Wyzwanie. Von 1990 bis 1991 war er stellvertretender Chefredakteur der Zeitschrift Tygodnik Literacki und von 1991 bis 1994 der Zeitschrift Potop, die 1992 in Przegląd Literacki umbenannt wurde. 1989 wurde er Mitglied des Polnischen Schriftstellerverbandes und 1993 des PEN-Clubs.
Seit 1990 arbeitet mit Polskie Radio zusammen, deren Programme Słowa po zmroku und Tygodnik Literacki er mitgestaltete.
2013 wurde er mit dem Offiziersorden Polonia Restituta ausgezeichnet.
Er lebt in Warschau.

## Bibliografie

### Lyrik
- Podróż, 1975
- Struna, 1979
- Płanetnik i śmierć, 1981
- Anioł z ognia i lodu, 1986
- Światło jednomyślne, 1990
- Nawrócenie Maxa Jacoba, 1994
- Poematy biblijne, 1995
- Improwizacje i światy, 1997
- Zwyczajna, symboliczna, prawdziwa, 1998
- Ta chmura powraca, 2005 (nominiert für den Nike-Literaturpreis 2006)
- Powietrze i czeń, 2009 („Buch des Jahres“ des Breslauer Lyrikpreises Silesius 2010; nominiert für den Nike-Literaturpreis 2010 und für den Literaturpreis Gdynia 2010 für Dichtung)
- Zdarte okładki (1965–2009), 2009
- Widownia, 2012
- Którędy na zawsze, 2015 (nominiert für den Nike-Literaturpreis 2016)
- Palamedes. Poemat zbudowany i zburzony, 2017

### Essays
- Kamień graniczny, 1994
- Dwa oddechy: szkice o tożsamości żydowskiej i chrześcijańskiej, 2010
- Myśli do słów. Szkice o poezji, 2013

### Anthologien
- Od początku: Antologia poezji polskiej od średniowiecza do wieku XX, 1997

### Sachbücher
- Twarsz Tuwima, 2007 (Gewinner des Literaturpreises Gdynia 2008 für Essayistik; nominiert für den Nike-Literaturpreis 2008)